# Erika Miklósa
Erika Miklosa (n. 9 de junio de 1970 en Kiskunhalas) es una soprano húngara, que ha sido cantante profesional de Ópera desde 1990. 
Miklósa es conocida sobre todo por su interpretación de La Reina de la Noche, de La Flauta Mágica de Wolfgang Amadeus Mozart, que ha interpretado aproximadamente en 300 Ocasiones.

## Biografía
Erika Miklósa es una soprano Húngara que estudió en el Conservatorio de Música Liszt Ferenc en Szeged, y ha sido soprano solista de la Opera Estatal de Hungría desde 1990. Pasó su juventud como atleta, entrenándose para el Heptatlón. Pero debido a un accidente, se vio obligada a dejar sus planes en el atletismo. Buscando otras opciones, cantó durante eventos familiares, sociales y bodas, hasta que un maestro de canto la descubrió, y empezó a enseñarle, desde los 16 años de Edad. Ella no obtuvo ningún título universitario, pero se convirtió en la cantante más joven contratada por la Casa de la Ópera de Hungría, al entrar y ganar el primer lugar del Concurso Internacional Mozart. Continuó sus estudios en Milán, y en los Estados Unidos, y ha interpretado La Reina de la Noche alrededor del mundo, en más de 300 ocasiones. El Papel se ha convertido en parte de su Imagen, ya que ha sido invitada a cantar en Ciudades como Berlín, París, Madrid, Londres, Nueva York y San Francisco. 
Pero a pesar de su éxito, ella prefiere la vida tranquila de la región montañosa de Hungría. De hecho, ella hace sesiones de ejercicios regularmente, con las habitantes del Pueblo, ya que el movimiento y el ejercicio son la clave de una vida sana. Erika dice: "A pesar de que cambié de carrera, aún sigo siendo una deportista en el corazón. Cada presentación es como una carrera, donde tengo que ganar, y dar siempre lo mejor de mí".

## Reconocimientos y premios
- Premio Pro Opera Lyrica, Cantante Operística del Año en 1993 (Hungría)

- Premio International Mozart Competition, Primer Lugar en Categoría Vocal (1993)

- Premio Europeo a la Cultura, Zúrich (1995)

- Order of Merit Member Cross, Hungría 1998

- Ciudadana Honoraria de Kiskunhalas (1999)

- Artista de Bács County (2003)

## Discografía
- The Mozart Album (2006)

- Die Zauberflöte, K.620 / Act 2 - "Der Hölle Rache kocht in meinem Herzen" (2007)

## Imágenes
- http://www.erikamiklosa.com/eng-kepek.html Archivado el 10 de julio de 2011 en Wayback Machine. Imágenes de la Web Oficial de la Cantante